# Heinrich Adolf Köstlin
Heinrich Adolf Köstlin, född 4 september 1846 i Tübingen, död 4 juni 1907 i Cannstatt, var en tysk teolog och musikskriftställare, son till Christian Reinhold Köstlin. 
Köstlin studerade både musik och teologi, deltog som fältpredikant i fransk-tyska kriget 1870, blev därefter seminarielärare, diakon och (1891) superintendent i Darmstadt samt var 1895-1900 teologie professor i Giessen. 
Köstlin höll musikhistoriska föreläsningar, stiftade och ledde ett trestadsförbund för kyrkosång (1875, sedermera utvidgat till en evangelisk kyrkosångförening för Württemberg), dirigerade oratorier, verkade såsom anmälare av musiklitteratur samt utgav bland annat en kortfattad Geschichte der Musik (1875;  sjätte upplagan 1910), en populär musikestetik Die Tonkunst (1879) samt Die deutsche Tonkunst (1908).